# Volodymyr Čubirko
Volodymyr Volodymyrovyč Čubirko (12. října 1976 Užhorod) je ukrajinský politik, právník a ekonom.

## Život
V roce 2000 absolvoval Užhorodskou národní univerzitu (UžNU), obor finance a úvěry. V letech 2006 až 2008 vystudoval na Užhorodské národní univerzitě postgraduálně obor právo.
Pracoval jako ředitel v několika podnicích. 
Politicky se angažoval jako zástupce Zakarpatské oblastní rady. Vedl stálý výbor pro ekologii a využívání přírodních zdrojů a působil jako místopředseda stálého výboru pro rozpočet.
Od 31. října 2014 do 1. prosince 2015 byl předsedou Zakarpatské oblastní rady, 25. listopadu 2021 byl předsedou zvolen znovu.